# Curillo
Curillo es un municipio localizado en el Departamento del Caquetá al sur de Colombia. Es conocido como el municipio de los “Bellos atardeceres” y “cuna de la danza caqueteña” 

## Toponimia
El nombre de este pujante municipio fue conferido por la abundancia del ave reconocida como Cudillo.

## División Político-Administrativa
Además de su Cabecera municipal. Curillo tiene bajo su jurisdicción los siguientes Centros poblados:
- La Novia (Puerto Valdivia)
- Palizadas
- Salamina

## Historia
En 1950 Pedro Fajardo procedente del departamento del Huila, ya instalado en este sector, como colono motivado por el aserrío, donó el terreno para la construcción de una escuela, siendo Lourdes Villeta la primera profesora.
Días más tarde llegaron: Rubén Cabrera y Rosa Mosquera, quienes hicieron hacerla rocería para fundar un pueblo. Posteriormente hicieron presencia las familias de Pedro Fajardo, Roberto Pérez, Aristóbulo Galeano, Gerardo Delgado y Luis Carvajal entre otros.
Hacia los años 50, fue reconocido este caserío como Costa de Oro.
Ante el evidente auge de la zona siendo intendente Jorge Olaya Lucena, se creó como Inspección de Policía mediante el Decreto n.º 009 emanado el 21 de enero de 1966, tuvo como primer inspector a Luis Andel Rojas.

## Ubicación geográfica
Curillo hace parte del piedemonte amazónico, pertenece a la cuenca hidrográfica del Río Caquetá de la cual se destacan como principales afluentes los ríos Ortegüaza, Pescado, San Pedro y Fragua-Chorroso. La precipitación oscila entre 3.000 y 5.000 mm de lluvia al año. La temperatura se encuentra entre 26 y 28 grados centígrados. El municipio de Curillo se encuentra ubicado en el sur occidente del Departamento del Caquetá, dista de Florencia 114 km. Por vía terrestre saliendo de la capital del departamento se encuentran los municipios de Morelia, Belén de los Andaquíes, San José del Fragua y Albania, para llegar finalmente a Curillo. Su cabecera municipal está ubicada a 1° 2′ 11″ Latitud Norte y 75° 55′ 30″ Longitud Oeste, y a una altura sobre el nivel del mar de 230 metros. Está ubicado sobre la rivera del Río Caquetá; siendo así puerto importante para la comercialización y comunicación con los Departamentos del Putumayo y Cauca, y gran parte de la Cuenca Amazónica. Debido a su privilegiada ubicación y riqueza de paisajes a Curillo se la conoce como “El Puerto de la Amazonia Colombiana”. Su territorio hace parte de la magna región Amazónica y de las subcuencas del Río Caquetá y de los Ríos Fragua Grande, Fraguita, Yurayaco y de las Quebradas La Canelo y Curillo Medio, afluentes del Río Caquetá, que a su vez es afluente del gran Río Amazonas. El municipio cuenta con alrededor de 47 veredas, según su Esquema de ordenamiento territorial (EOT), que están agrupadas en 6 núcleos veredales de acuerdo con la estructura de participación establecida por el Programa de Desarrollo con Enfoque Territorial – PDET, Estos núcleos verdales se crearon con la intención de designar delegados, que fueron los encargados de llevar la visión de desarrollo productivo y social de las diferentes veredas al nivel municipal y subregional. 
Los 5 núcleos veredales que conforman el municipio de Curillo son: (1) Núcleo Puerto Valdivia que agrupa las veredas ubicadas al noroccidente del municipio, (2) Núcleo Salamina que encierra las veredas cercanas al área urbana y del norte del municipio, (3) El Núcleo el Libertador que agrupa las veredas del centro del municipio, (4) Núcleo La Primavera que reúne las veredas cercanas al sur oriente del municipio, (5) Núcleo El Horizonte que agrupa las veredas ubicadas al sur del municipio.

## Religión
La gran mayoría de los habitantes del municipio de Curillo son católicos, la parroquia está consagrada a Nuestra Señora del Carmen y su fiesta patronal se celebra en el mes de julio.
Los indígenas de esta región practican todavía sus ceremonias, entre ellas las más destacadas son el matrimonio del Huitoto, el matrimonio Inga, en donde los padres de la pareja son quienes acuerdan la unión y la festejan con anduche, chicha de yuca o de plátano.
Otra de las ceremonias celebradas por los Huitotos es el nacimiento. La madre se aísla. Una vez nace la criatura, es bañada con leche de caucho, guarda la dieta el padre, quién solo se levanta después de los 40 días para realizar la fiesta en la cual se le asigne el nombre del recién nacido.

## Economía
La base de la economía es la agricultura y en segundo lugar la ganadería, representada en Bovinos, Equinos, Porcinos y aves de corral.
Los productos básicos son: El plátano, el maíz, la caña de azúcar y el arroz; de Curillo se exporta maíz, arroz y madera hacia el interior del departamento. Se produce variedad de frutas como la guayaba, la naranja, el banano, guama, guanábana, coco, limón, chontaduro y piñuela. El pescado también abunda en variedad de especies.
los tipos de economía que aplican en la región es la economía naranja, la economía azul y la economía gris.